# Semana Santa en Burgos
La Semana Santa en Burgos es una celebración religiosa declarada Fiesta de Interés Turístico Nacional (Fiestas de Interés Turístico Nacional). Comienza el Jueves de Pasión y termina el Domingo de Resurrección. Participan dieciséis Hermandades y Cofradías que componen la Junta de Semana Santa de Burgos, encargada de organizar los diferentes actos y desfiles procesionales.

## Contenido

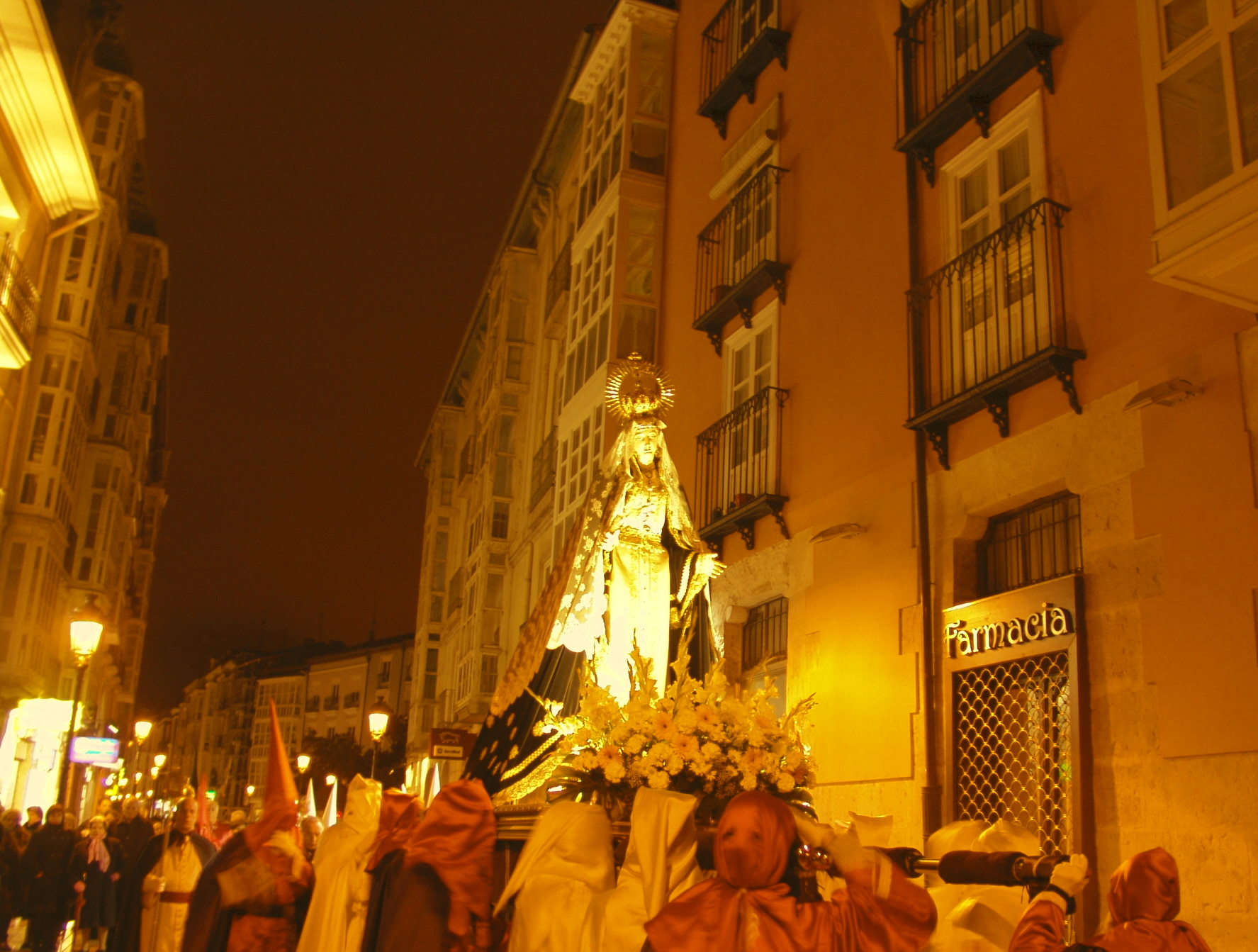
Nuestra Señora del Amor Hermoso, Miércoles Santo, 2008

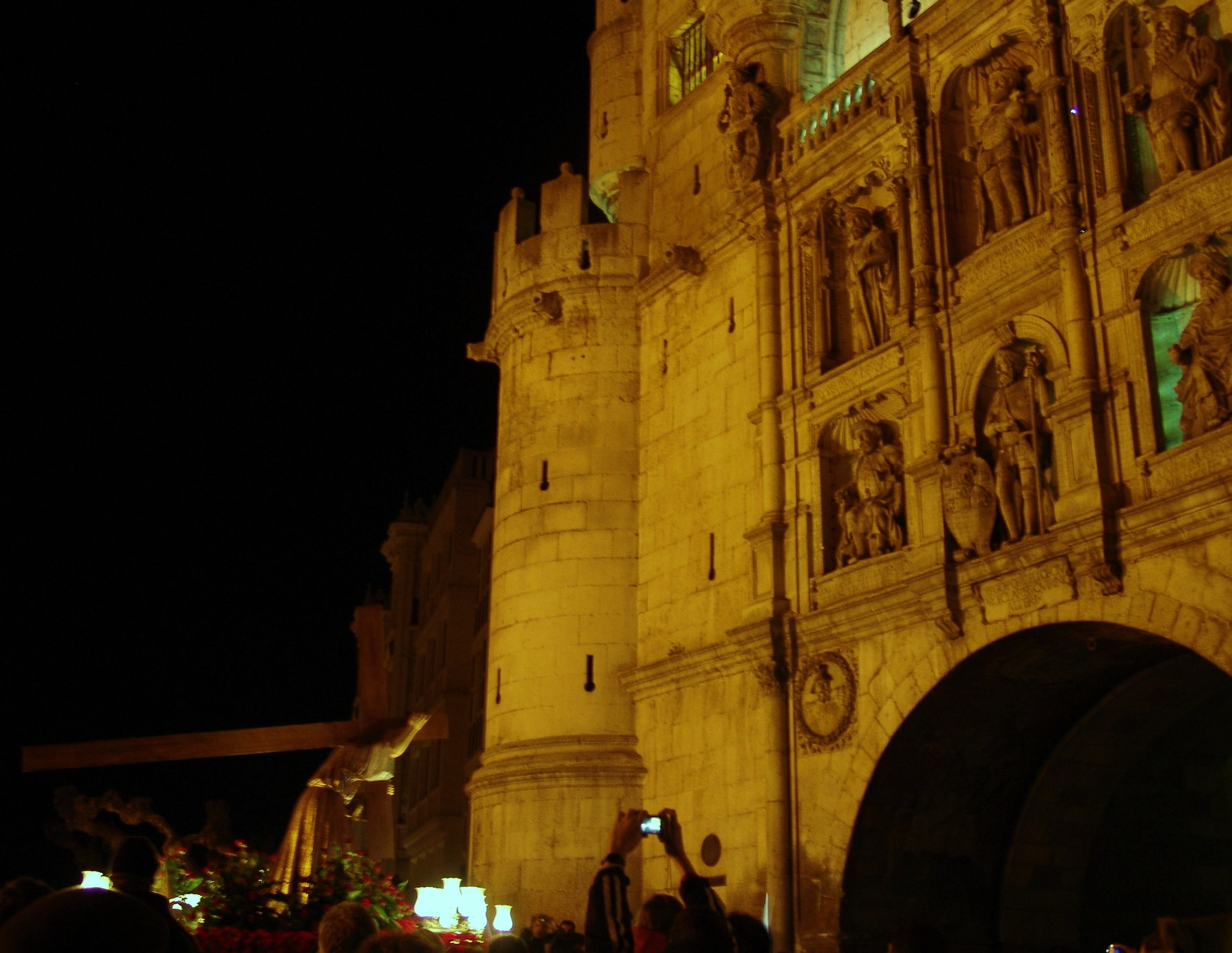
Procesión de El Encuentro, Semana Santa, Arco de Santa María, Burgos

Son muchos los actos que se celebran durante los días de Semana Santa. Destacan por su la belleza del entorno y la masiva participación, los Vía Crucis que tienen lugar el lunes y el miércoles desde la iglesia de San Esteban, recorriendo la ladera del Castillo. Los rosarios penitenciales por el centro de la ciudad, y desde luego las procesiones. Una de las principales es la del Domingo de Ramos, acudiendo desde sus parroquias niños, con ramos adornados con dulces, se dirigen para la concentración juntos a la catedral, desde donde el arzobispo les dirige unas palabras. El Jueves Santo las imágenes de la Virgen y Jesús, se encuentran frente a la catedral; es la procesión del Encuentro, distinta que en otros pueblos de la provincia, donde la celebran el Domingo de Resurrección. El Viernes Santo tiene lugar la procesión del Santo Entierro, de carácter general, interviniendo todos los pasos y cofradías.

## Junta de Semana Santa de Burgos
Compuesta por los priores de las 16 cofradías y presidida por su abad, o director eclesiástico, Javier Rodríguez Velasco, cargo que ostenta desde el año 1995, habiendo conseguido la declaración como Fiesta de Interés Turístico y la incorporación de nuevos pasos, así como aumentar el número de cofradías. La misión de la Junta es dinamizar la Semana Santa, encauzarla, mejorarla, incluso restaurando algunos pasos.

## Procesiones y otros actos
Las 16 cofradías burgalesas alumbran un total de 22 pasos distintos, que se describen dentro de la cofradía propietaria de cada paso, y celebran un total de 17 procesiones:
| Día                     | Mañana | Tarde                                                       | Noche-Madrugada |  |
| 5° Sábado de Cuaresma   | | Pregón de la Semana Santa de Burgos                         | |  |
| 5° Domingo de Cuaresma  | | Concierto de música procesional por las Bandas de Burgos    | |  |
| Jueves de Pasión        | | Vía Crucis penitencial                                      | |  |
| Viernes de Dolores      | | Rosario penitencial                                         | |  |
| Sábado de Pasión        | |                                                             | Procesión Penitencial en el barrio de Gamonal                                                                      |  |
| Domingo de Ramos        | Procesión de las Palmas acompañando Jesús a la borriquillaProcesión de las palmas en el barrio de Gamonal                                       | Procesión del Santísimo Cristo de Burgos                    | |  |
| Lunes Santo             | |                                                             | Vía crucis penitencial con antorchas Concierto "Momentos de la Pasión de Cristo" por Círculo Musical Burgos, 20:00 |  |
| Martes Santo            | |                                                             | Rosario Penitencial Obrero de la Cofradía de La Santa Columna del Círculo Católico de Obreros de Burgos, 20:15     |  |
| Miércoles Santo         | Misa crismal concelebrada |                                                             | Vía crucis PenitencialRosario PenitencialProcesión del Silencio, Cofradía de La Santa Columna                      |  |
| Jueves Santo            | Oficio de lectura y Laudes cantados. Procesión de la Exaltación de la Santa Cruz - Vía Crucis Obrero, de la Cofradía de La Santa Columna, 12:00 | Misa vespertina de la Cena del señorProcesión del Encuentro | |  |
| Viernes Santo           | Vía crucis penitencial en El CastilloEjercicio de las Siete Palabras                                                                            | Traslado del Cristo Yacente                                 | Procesión del Santo Entierro                                                                                       |  |
| Sábado Santo            | Sabatina a la soledad de la VirgenRosario Penitencial en el barrio de Gamonal                                                                   |                                                             | Procesión de la Soledad de María Procesión de La Luz de Cristo (Cofradía de La Santa Columna), 20:30               |  |
| Domingo de Resurrección | Procesión del Anuncio PascualSolemne misa estacional                                                                                            |                                                             | |  |

## Cofradías
Son un total de dieciséis, a saber:

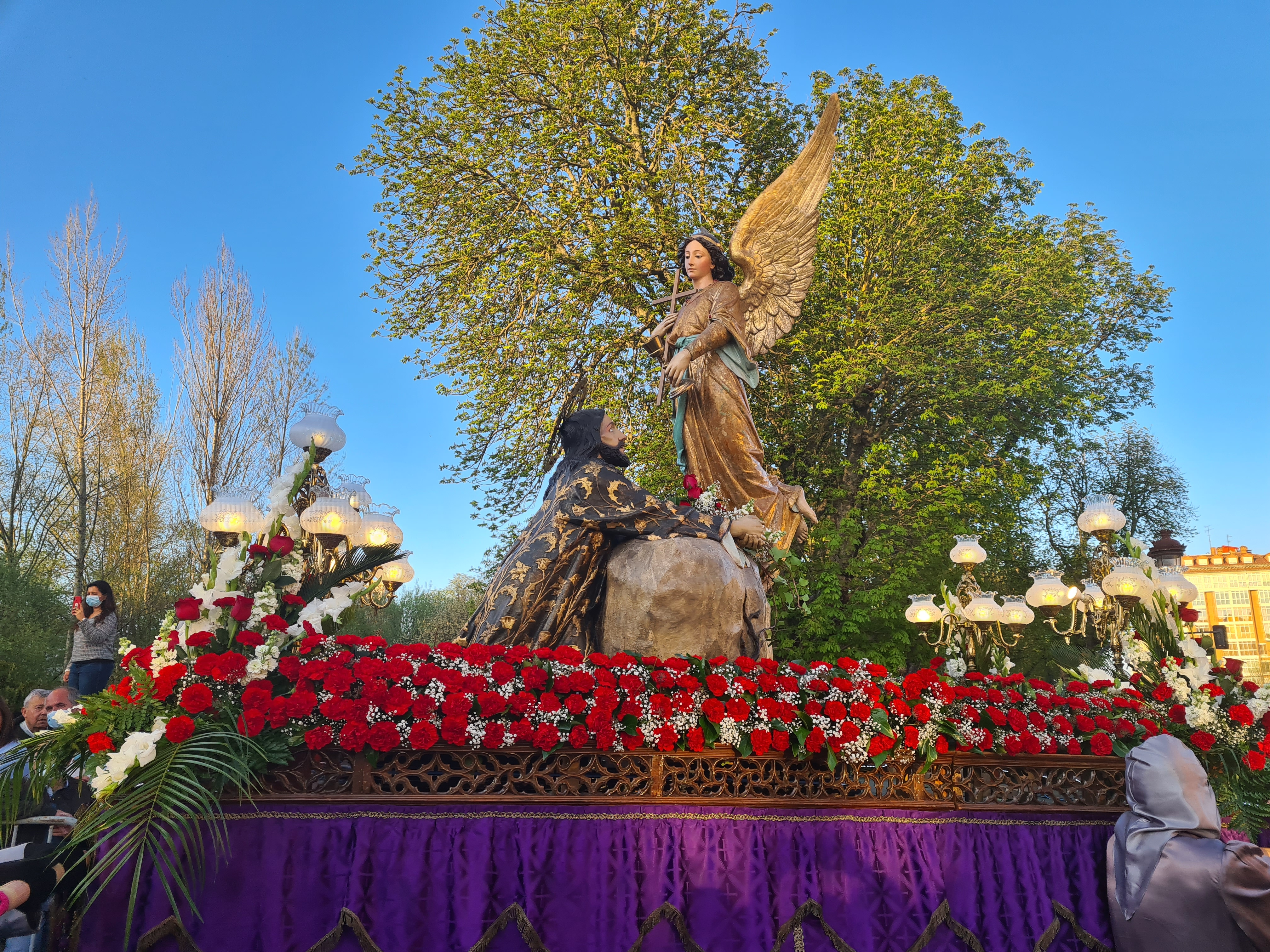
Oración en el huerto, obra de Ildefonso Sierra

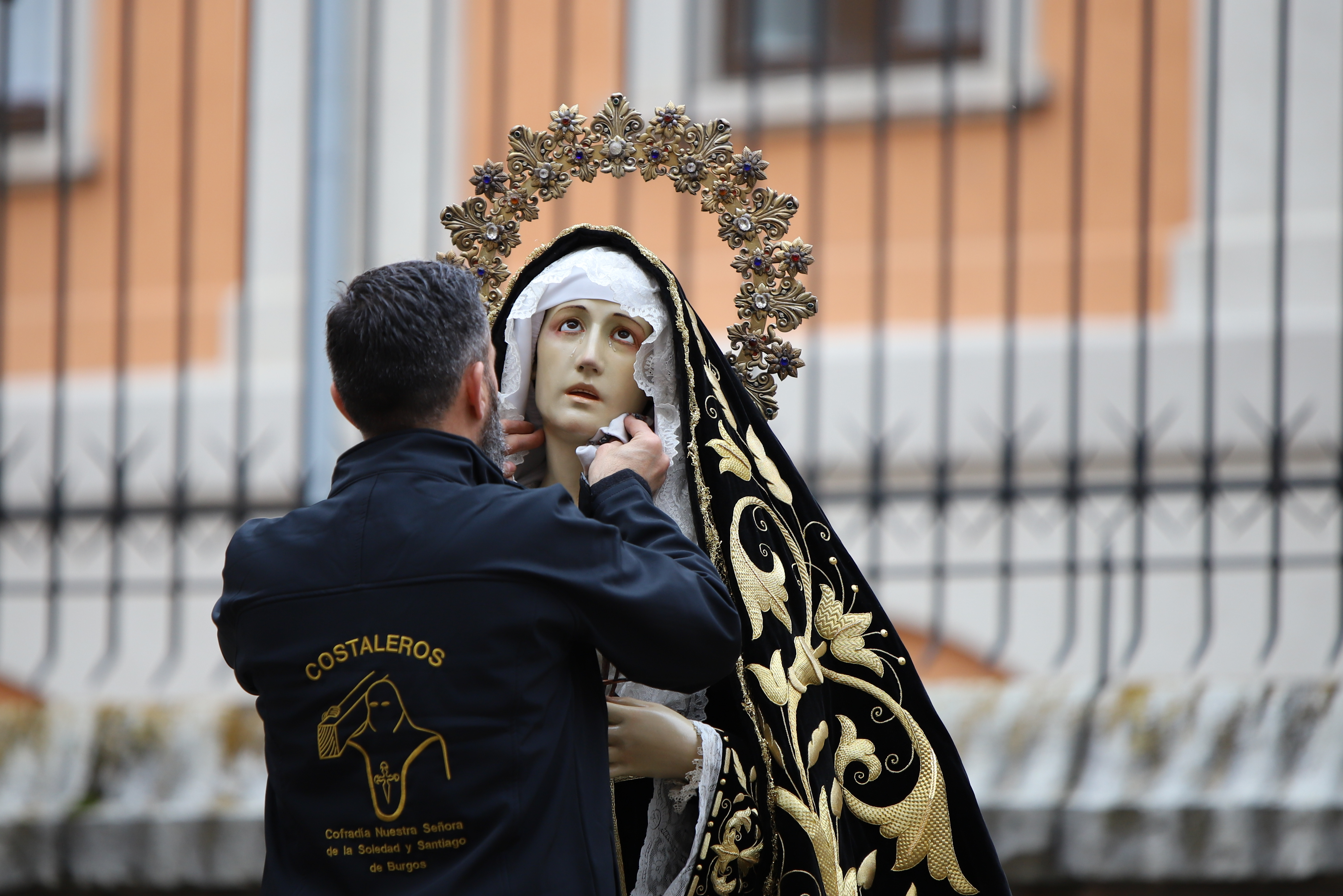
Preparaciones para la procesión.

- Cofradía de la Oración del Huerto, de la parroquia de San Pedro de la Fuente, fundada en 1985. Procesionan a la talla de "Nuestra Señora de los Dolores" de autor desconocido y el paso de La Oración del Huerto de la casa barcelonesa Serra, autor Ildefonso Serra. Visten sus cofrades túnica gris claro, con cordón franciscano anudado y capa granate, llevando la cara al descubierto.
- Cofradía de El Prendimiento, de la parroquia de San Martín de Porres. Procesiona el paso de El Prendimiento.
- Cofradía de La Flagelación del Señor, de la iglesia de San Esteban Protomártir (desde que es Museo del Retablo, con el culto trasladado a la iglesia de San Nicolás de Bari). Procesiona el paso de La Flagelación del Señor.

- Cofradía de La Santa Columna, del Círculo Católico de Obreros de Burgos.

Tiene sus orígenes en los últimos años del siglo XIX, participando el Círculo Católico en las procesiones organizadas en la Ciudad de Burgos, pero es en 1949 cuando se reorganiza la actual Cofradía de la Santa Columna.
Procesiona los siguientes pasos: Cristo atado a la columna, de Diego de Siloé (actualmente se procesiona una réplica, permaneciendo el original en la Catedral de Burgos) y Santo Sudario, de Fortunato Sotillo.
En esta Cofradía desfilan dos tipos de miembros:
- los cofrades, con túnica y capirote blancos y capa y cíngulo verde.
- los cruzados (generalmente niños) que visten túnica blanca con cruz roja en el pecho y mangas grises, capa blanca con cruz roja bajo el hombro izquierdo y cuello rojo y cinturón rojo.

Esta Cofradía fue la primera de Burgos que incorporó en el desfile procesional una banda. Se trata de la banda de música del Círculo Católico de Obreros (hoy Círculo Musical Burgos). Esta banda tiene sus orígenes en los últimos años del siglo XIX y es en 1901 cuando se datan los documentos en que aparece expresamente, dirigida por D. Federico Olmeda, S.J.
- Cofradía de la Coronación de Espinas y de Cristo Rey, de la parroquia de San Lorenzo el Real. Fundada en 1945. Procesiona los siguientes pasos: Coronación de Espinas y Nuestra Señora del Amor Hermoso. Visten sus cofrades túnica y capirote rojos, con capa y cíngulo morados.

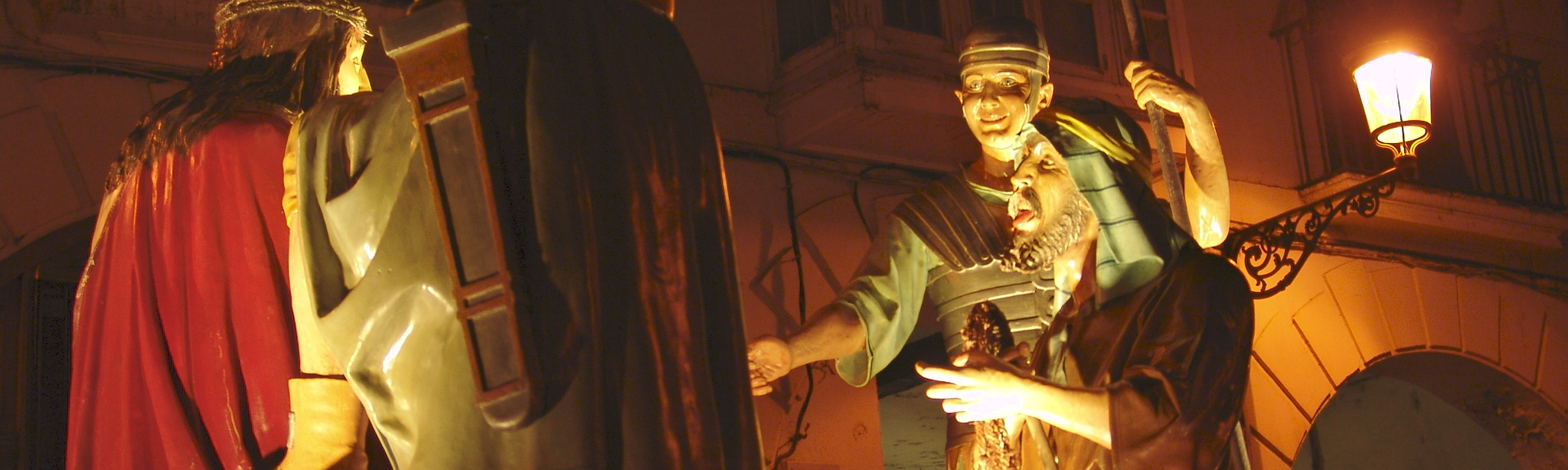
Procesión de El Santo Entierro, Detalle paso Coronación de Espinas

- Ilustre Archicofradía del Santísimo Sacramento y de Jesús con la Cruz a Cuestas, de la parroquia de San Cosme y San Damián. Procesiona el paso de Jesús con la cruz a cuestas.
- Real Hermandad de la Sangre del Cristo de Burgos y Nuestra Señora de los Dolores, de la parroquia de San Gil Abad. Procesiona el paso de Nuestra Señora de los Dolores.
- Cofradía de Jesús Crucificado y del Santísimo Sacramento de la parroquia de San Lesmes Abad. Procesiona los pasos de La cucifixión del Señor y El Cristo Negro.
- Cofradía de las Siete Palabras, de la parroquia de San Fernando Rey. Fundada en 1985. Procesiona las Siete Palabras y el Cristo de San Esteban de los Olmos. Visten sus cofrades túnica y capirote morados, con capa y cíngulo blancos.
- Cofradía de El Descendimiento, de la parroquia de San José Obrero. Procesiona el paso de su nombre.
- Cofradía de Nuestra Señora de la Misericordia y de la Esperanza, de la parroquia de Nuestra Señora de Fátima. Procesiona el paso de su nombre.
- Hermandad de Nazarenos de Nuestra Señora de la Piedad, de la parroquia de Nuestra Señora del Carmen. Procesiona el paso de su nombre.
- Hermandad del Santo Sepulcro de la Ciudad de Burgos, de la Santa Iglesia Catedral. Procesiona el paso de su nombre.
- Cofradía de Nuestra Señora de la Soledad y Santiago, de la parroquia de Santiago y Santa Águeda. Procesiona el paso de Nuestra Señora de la Soledad.
- Cofradía de Cristo Resucitado, de la parroquia de la Sagrada Familia.
- Cofradía de la Virgen de la Alegría y La Caridad, de la parroquia de San Nicolás. Procesiona el paso de la Virgen de la Alegría.

### Historia
Durante la Edad Media, las cofradías tuvieron un gran florecimiento, y, según estudios de los profesores Juan A. Bonachía e Hilario Casado, se obtiene la impresión de que no había vecino en la ciudad que no formara parte de alguna cofradía, dado el número de las que se citan. Posteriormente ya en 1585 se tienen noticias de la cofradía de Nuestra Señora de la Soledad con sede en la Capilla del Santo Sepulcro de la Catedral.
Tras la Desamortización Eclesiástica, se requisaron todos los bienes a los conventos y las Cofradías, desapareciendo muchas de ellas, así como las imágenes de las que eran titulares, salvándose sólo unas pocas al ser recogidas en la Catedral o en las iglesias parroquiales. Así imagen de Jesús atado a la columna (1611) pasa del monasterio de San Francisco a la iglesia de San Gil.

## Procesiones

### Procesión y Rosario Penitencial de Nuestra Señora de los Dolores

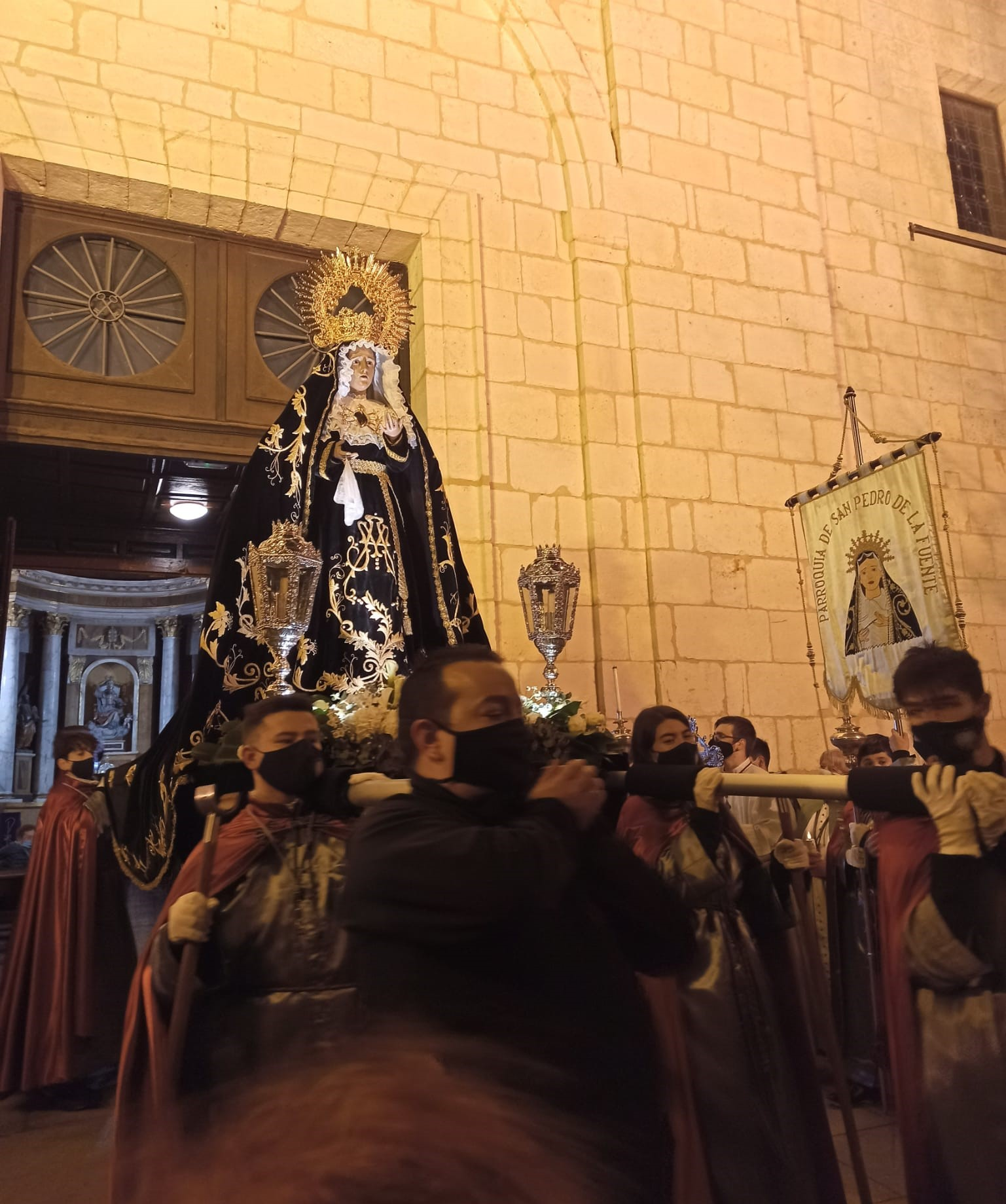
Nuestra Señora de los Dolores llega a su casa después de recorrer las calles del barrio.

Se celebra el Viernes de Dolores, recorre las calles del Barrio de San Pedro de la Fuente, partiendo de la Parroquia de San Pedro de la Fuente. La cofradía de la Virgen de los Dolores, fue fundada por Doña Concepción Fernández y su esposo D. Lucas Saiz Sevilla en el año 1927. La primera Dolorosa que se veneró en esta parroquia era una virgen más bien pequeñita. Esta Cofradía en torno a la Virgen tiene un origen muy antiguo, se remonta al año 1240.
En la actualidad se procesiona por la Cofradía de la Oración de Jesús en el Huerto y de Nuestra Señora de los Dolores, el día del Viernes de Dolores. Los cofrades sacan a hombros la imagen de la parroquia y la meten una vez finalizada la procesión.

### Procesión de las palmas acompañando a Jesús en la Borriquilla

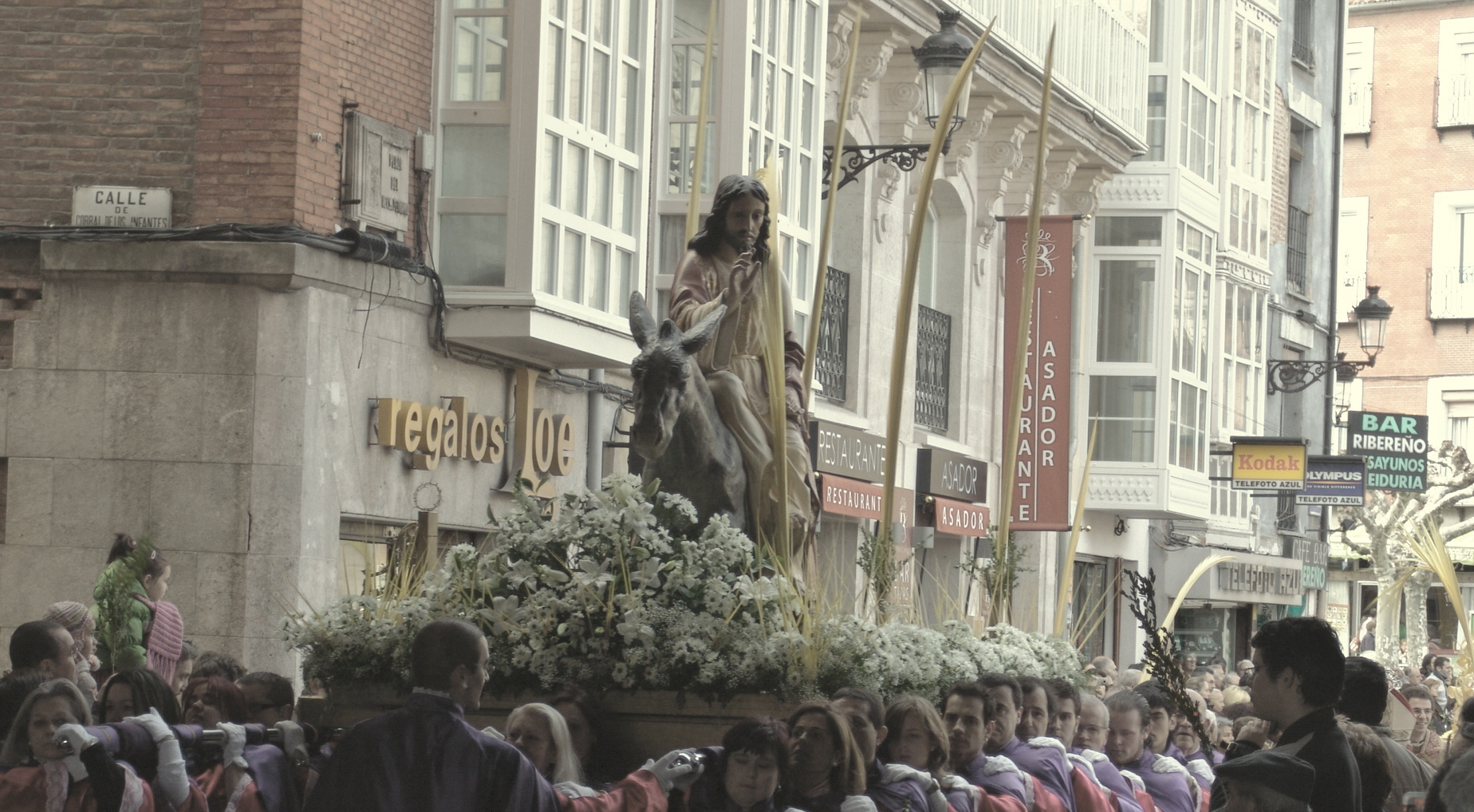
Jesús en la Borriquilla atravesando el Arco de Santa María, 2008

Se celebra del Domingo de Ramos, recorre el centro histórico de la ciudad, partiendo de la iglesia de San Lorenzo el Real. Antes de iniciarse la comitiva el arzobispo bendice palmas y ramos, en la mencionada iglesia, para continuar hasta la catedral, celebrando misa en el exterior, para después regresar al punto de partida, atravesando el paseo del Espolón. La Cofradía de la Coronación de Espinas y de Cristo Rey procesiona el paso conocido como Jesús en la Borriquilla, data de 1948 y es llevado a hombros por sus miembros, acompañados de la banda de cornetas y tambores, así como por representaciones eclesiásticas, civiles y miembros de las demás cofradías. También se celebra un acto similar en el barrio de Gamonal, concretamente en la plaza de Santiago, acudiendo también los vecinos de Capiscol que participan juntos en la Procesión de las palmas.

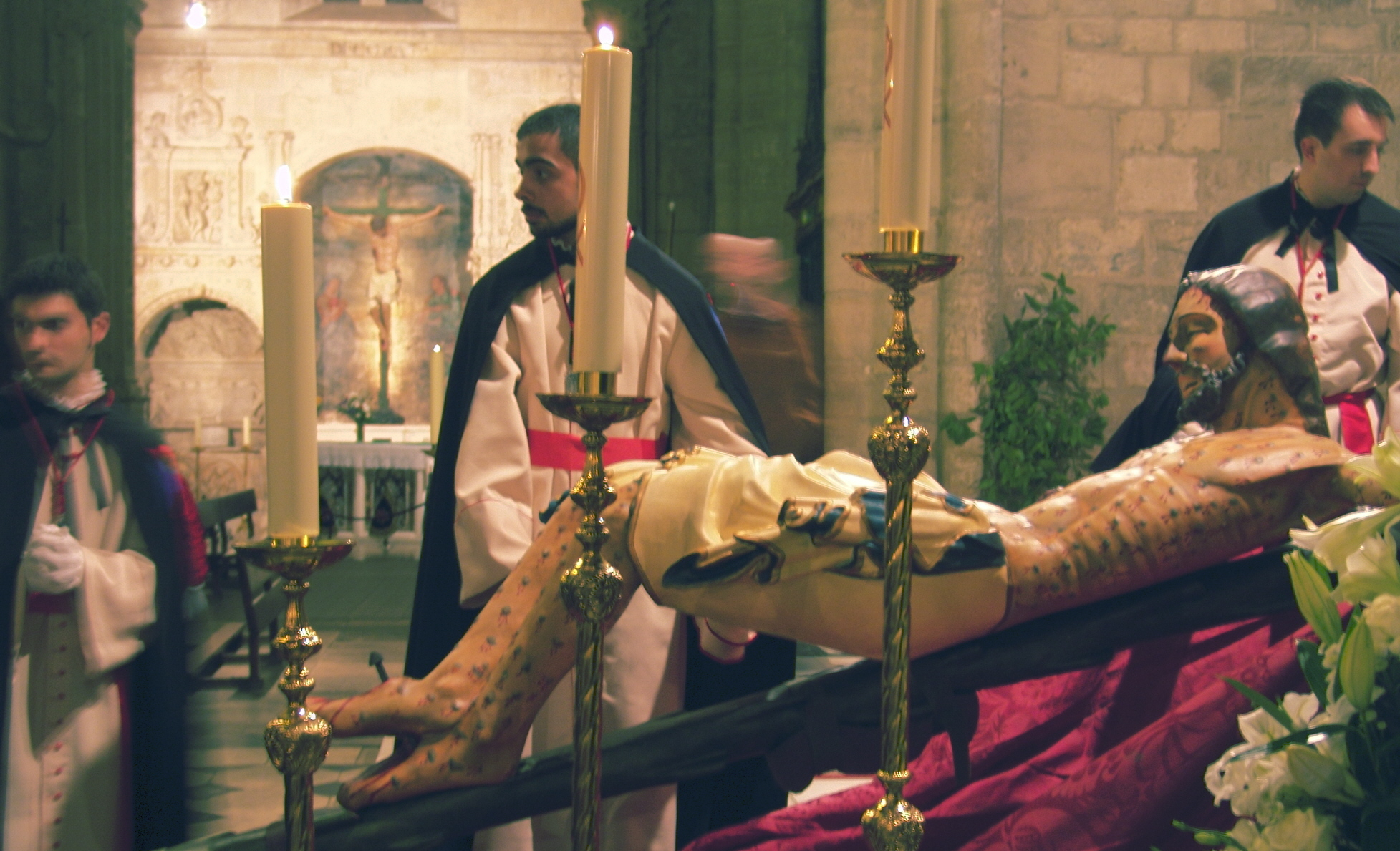
Cristo de San Gil

### Procesión del Santísimo Cristo de Burgos
Parte de la iglesia de San Gil y la réplica de la imagen es portada en hombros, descendiendo la escalinata del templo. Recorre el centro de la ciudad acompañada por la Real Hermandad de la Sangre del Cristo de Burgos y Nuestra Señora de los Dolores y su Banda de Cornetas y Tambores, así como todas las representaciones de las demás cofradías de la ciudad. Esta Procesión se recuperó el 1 de abril de 2007, tras casi 60 años sin procesionar la imagen.

### Procesión de la Exaltación de la Santa Cruz - Vía Crucis Obrero
A las 12:00 comienza en la Capilla de la Sede Social del Círculo Católico de Obreros de Burgos, procesionando la imagen del Santo Sudario (Fortunato Sotillo, 1969) por las calles del barrio de Vega, acompañada por los cofrades de la Cofradía de la Santa Columna y la Banda de Música Círculo Musical Burgos.
Esta procesión se organiza por primera vez en la Semana Santa de 2019, coincidiendo con el 50 aniversario de este 

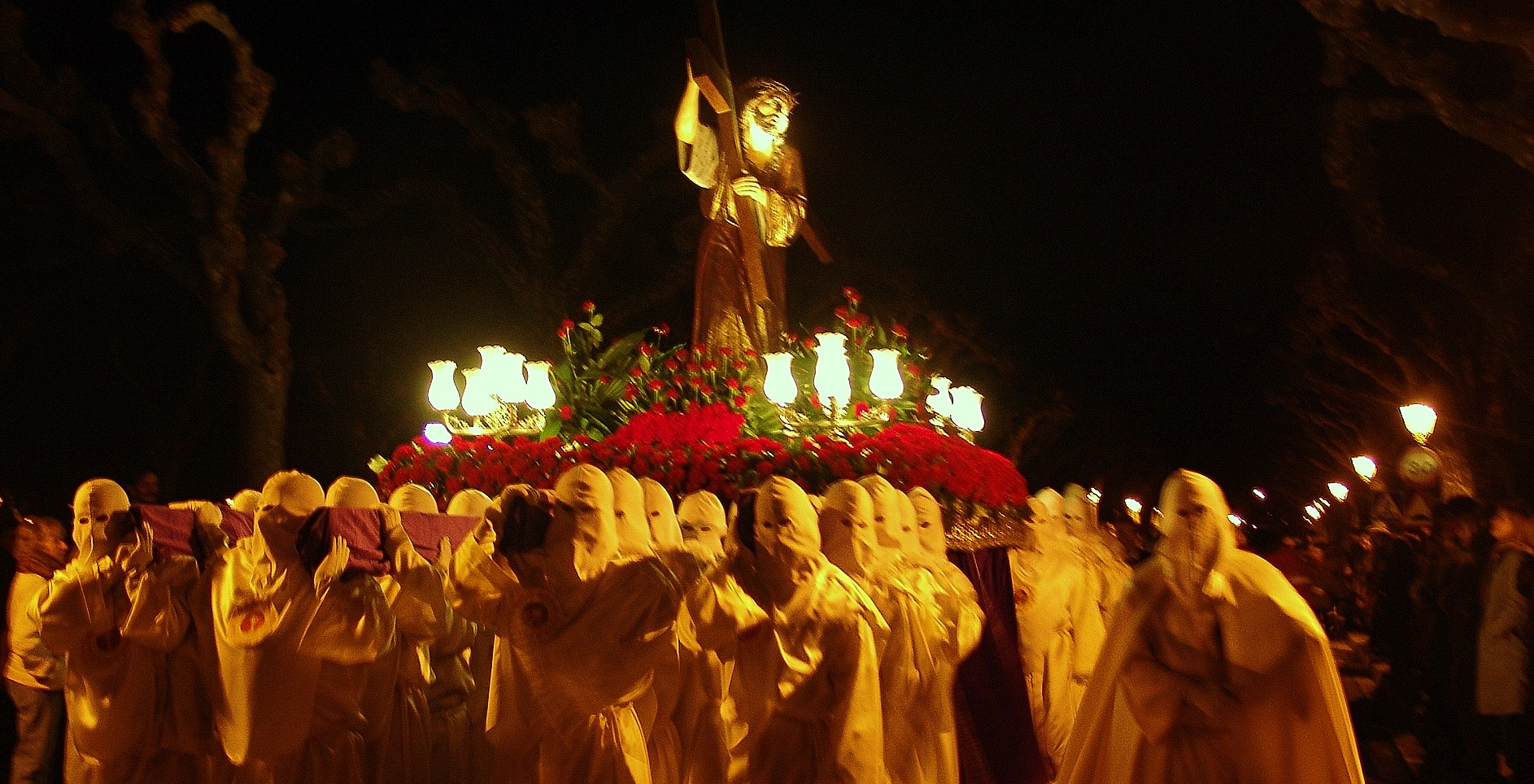
Procesión de El Encuentro, Jesús con la Cruz a Cuestas, camino de la plaza del rey San Fernando, 2008

### Procesión del Encuentro
Quizás la más destacada, tanto por la belleza como por el valor de los pasos que procesionan: Jesús con la Cruz a Cuestas y la Virgen Dolorosa y por la cantidad de gente que congrega. Tiene lugar la tarde de Jueves Santo culminando en la abarrotada plaza del rey San Fernando, donde se produce el encuentro de María con Cristo, arropados por cofrades y bandas, destacando la acogida y acompañamiento de tantos burgaleses y turistas.

### Traslado del Cristo Yacente
El Viernes Santo se realizaba en el interior de la catedral, un acto muy emotivo, pero como podían participar pocas personas, los priores de la Junta solicitaron sacarla fuera y ahora es un momento espectacular que congrega a muchísimas personas en la plaza de Santa María. Se inicia en la capilla del Corpus Christi y la imagen del Cristo Yacente es portado a hombros por miembros de Hermandad del Santo Sepulcro de la Ciudad de Burgos y escoltado por los estandartes y priores de cofradías y hermandades. Acompañado por el sonido de tambores, la comitiva recorre el claustro, nave lateral y trascoro, saliendo por la puerta principal. En la plaza se encuentra la urna del Santo Sepulcro. A este acto acude la corporación municipal.

### Procesión del Santo Entierro
Es la procesión magna porque concurren prácticamente todos los pasos, excepto los de Domingo de Ramos y Domingo de Resurrección y se concentran las 16 cofradías de Semana Santa de la ciudad, las 8 bandas de la ciudad (dos de ellas civiles, Círculo Musical Burgos y Ciudad de Burgos, abriendo y cerrando el cortejo procesional, respectivamente) y las personas penitentes. Es un momento muy especial y muy anhelado por los cofrades y burgaleses que asisten en masa. Generalmente, el recorrido es el mismo todos los años. Sale de la plaza del Rey San Fernando, pasando bajo el Arco de Santa María buscando un mayor lucimiento, combinando la belleza de los pasos con el marco de la catedral al fondo, recorriendo calles del centro de la ciudad para volver de nuevo a los pies de la Catedral de Burgos.
Desfilan los siguientes pasos:

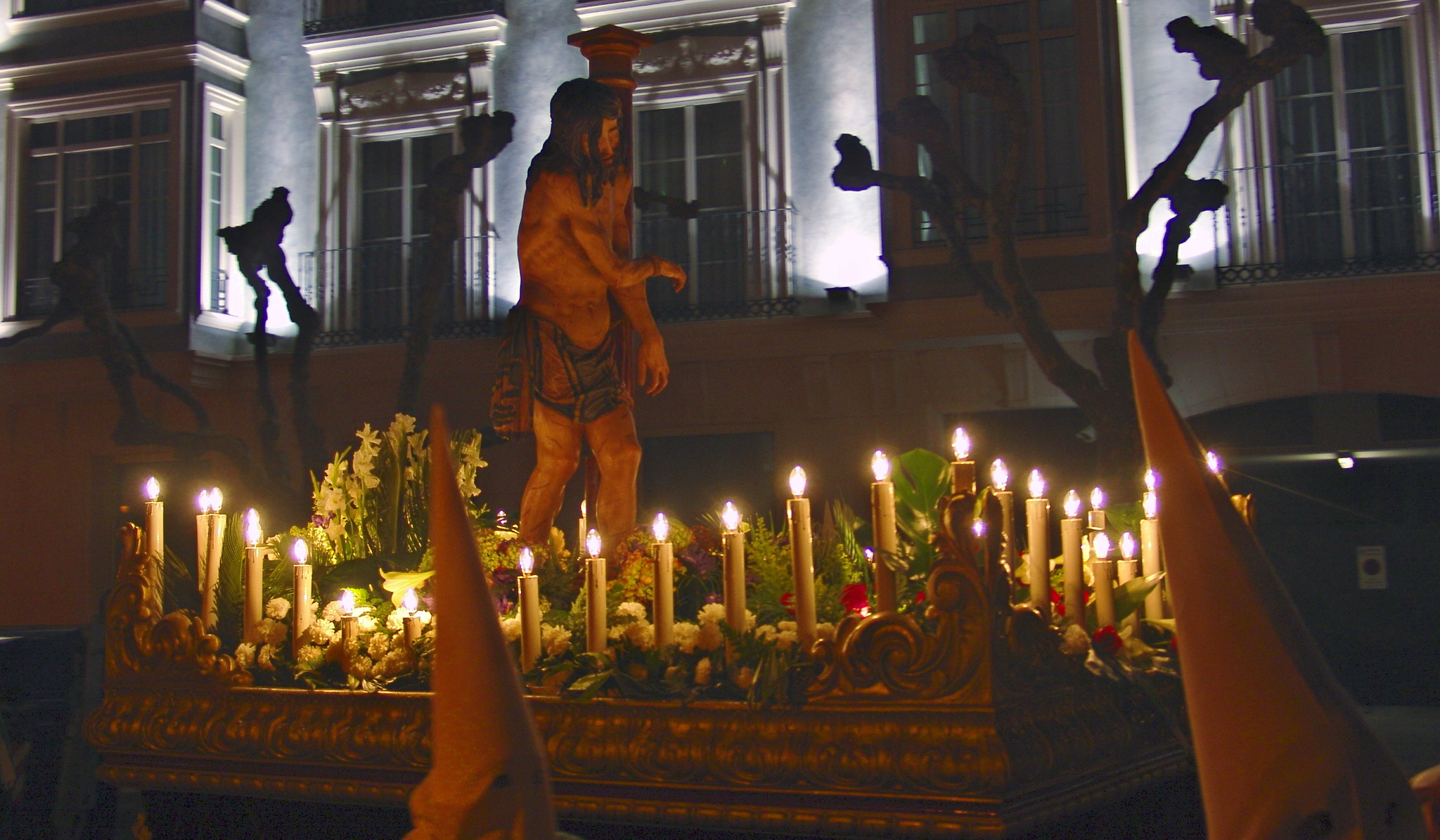
Jesús atado a la columna, Diego de Siloé (1519). Cofradía de la Santa Columna

- La Oración del Huerto, Ildefonso Serra, 1901.
- El Prendimiento, Pío Mollar Franch, 1927.
- La Flagelación del Señor, Luis Echevarría, 1903.
- Jesús atado a la Columna, Diego de Siloé, siglo XV.[4]
- Santo Sudario, Fortunato Sotillo, 1969.
- La Coronación de Espinas, Francisco Borja, 1904
- Nuestra Señora del Amor Hermoso, Salvador Páramo, mediados siglo XIX.
- Jesús con la Cruz a Cuestas, Idelfonso Serra, 1901.
- Nuestra Señora de los Dolores, Anónimo, mediados del siglo XVII.
- La Crucifixión del Señor, Ildefonso Serra, 1904.
- Cristo Negro, Anónimo.
- Cruces y Faroles de la Siete Palabras, Casa Quintana, 1902.
- Santísimo Cristo de BurgosSiete Palabras (Réplica de la imagen de la Santa Iglesia Catedral, Talleres Granda, 2014),

Hasta el año 2013 procesionó el Cristo de San Esteban de los Olmos, Fortunato Julián, principios siglo XX.
- El Descendimiento, Juan González Moreno, 1954.
- Nuestra Señora de la Misericordia y la Esperanza, Francisco Conesa, 2004.
- Nuestra Señora de la Piedad, Francisco Font, 1913.
- Santo Sepulcro, Casa Meneses, 1901.
- Nuestra Señora de la Soledad, Idelfonso Serra, 1903-1905.

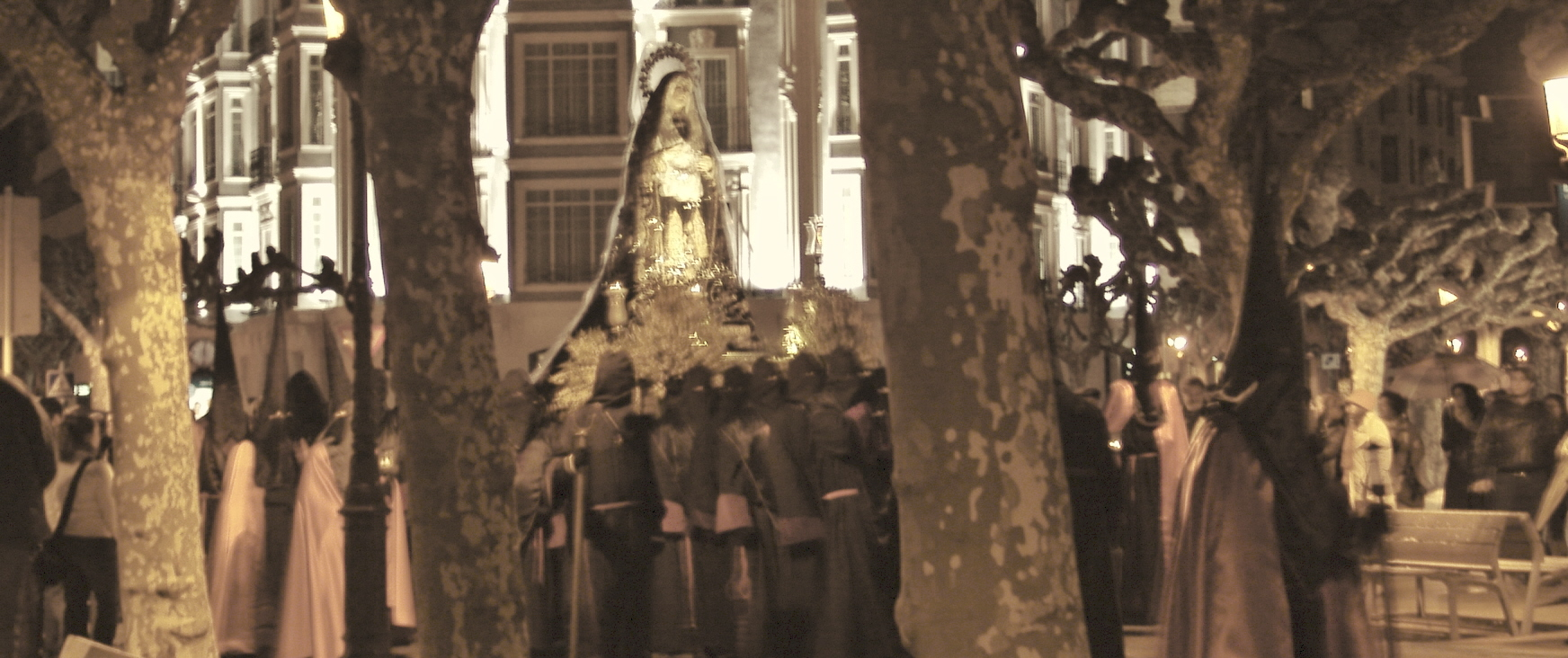
Procesión de Sábado Santo Nuestra Señora de la Soledad, paseo de la Isla, 2008

### Procesión de Nuestra Señora de la Soledad
Partiendo de la antigua iglesia juradera de Santa Gadea, hoy parroquia de Santa Águeda y Santiago (Iglesia de Santa Águeda (Burgos), recorre el centro de la ciudad, portando en hombros el paso titulado Nuestra Señora de la Soledad, con paradas en el convento de la Madres Salesas y en la Audiencia donde es costumbre liberar un preso, con indulto concedido por el Consejo de Ministros a propuesta de la Cofradía de Nuestra Señora de la Soledad y de Santiago. Concluyen los actos con el canto de la Salve Popular al regreso a la iglesia. Acude la cofradía arandina del Cristo del Milagro, desfilando.

### Procesión del Anuncio Pascual
Se celebra muy de mañana el Domingo de Resurrección, por los barrios cercanos que aún conservan el sabor medieval de la parte más antigua de la ciudad, participando dos cofradías: Cofradía de la Virgen de la Alegría y de la Caridad que porta el paso del Virgen de la Alegría desde la Iglesia de San Nicolás y la Cofradía del Cristo Resucitado acompañando el paso de Cristo Resucitado, el más reciente de esta Semana Santa ya que salió en procesión por primera vez en 2004.